# Miss Atlântico Internacional 2017
Miss Atlântico Internacional 2017 foi a 23ª edição do mais tradicional concurso de beleza feminino de nível internacional realizado na cidade de Punta del Este, no Uruguai. Essa edição ultrapassou o número de candidatas do ano anterior, cerca de doze aspirantes ao título estiveram presentes na final. O certame se realizou no Solanas Punta Del Este Spa & Resort  e a espanhola Elena Delicado, vitoriosa da edição passada, coroou sua sucessora ao título no final do evento. O concurso se realizou no dia 17 de Fevereiro mas só será transmitido no dia 24 de Fevereiro pelo Canal 4 (Monte Carlo).

## Resultados

### Colocação
| Posição   | País e Candidata               |
| Vencedora | - Bolívia - Yesenía Barrientos |
| 2º. Lugar | - Brasil - Camila Corrêa       |
| 3º. Lugar | - Colômbia - Laura Prada       |

### Prêmios Especiais
- Foram distribuídos os seguintes prêmios especiais este ano:

| Prêmio              | País e Candidata           |
| Melhor Fantasia     | - Chile - Fernanda Méndez  |
| Melhor Traje Típico | - Uruguai - Arlette Dupont |

### Miss Internet
- A mais votada pelo site oficial ganhou o prêmio:

| Colocação | País e Candidata                |
| 1         | - Chile - Fernanda Méndez (35%) |
| 2         | - Brasil - Camila Corrêa (21%)  |
| 3         | - Uruguai - Arlette Dupont (8%) |

## Candidatas
Abaixo estão as candidatas que participaram este ano:
| País      | Candidata          | Idade | Altura | Cidade Natal        | Ref.   |
| --------- | ------------------ | ----- | ------ | ------------------- | ------ |
| Argentina | Anahí Ledezma      | 17    | 1.70   | Chaco               | [ 3 ]  |
| Bolívia   | Yesenía Barrientos | 22    | 1.70   | Santa Cruz          | [ 4 ]  |
| Brasil    | Camila Corrêa      | 17    | 1.74   | Taguatinga          | [ 5 ]  |
| Chile     | Fernanda Méndez    | 24    | 1.81   | Los Vilos           | [ 6 ]  |
| Colômbia  | Laura Prada        | 25    | 1.70   | Bogotá              | [ 7 ]  |
| Espanha   | Nerea Arroyo       | 26    | 1.80   | Tarragona           | [ 8 ]  |
| Guatemala | Lisbeth Gómez      | 22    | 1.70   | Chiquimula          | [ 9 ]  |
| México    | Británia Castro    | 21    | 1.69   | Baja California Sur | [ 10 ] |
| Panamá    | Deedee Rodríguez   | 20    | 1.80   | Chorrera            | [ 11 ] |
| Paraguai  | Liz Ávalos         | 24    | 1.68   | Assunção            | [ 12 ] |
| Peru      | Karen Sánchez      | 26    | 1.70   | Chepén              | [ 13 ] |
| Uruguai   | Arlette Dupont     | 19    | 1.75   | Fray Bentos         | [ 14 ] |

## Histórico
| - Guatemala - Competiu pela última vez na edição de 2015. - Colômbia - Competiu pela última vez na edição de 2014. - Peru - Competiu pela última vez na edição de 2014. | - Paraguai - Alma Vilagra por Liz Ávalos. - Equador - Haiti - Venezuela |

## Crossovers
Candidatas em outros concursos:
Miss Supranational
- 2016:  Bolívia - Yesenía Barrientos
  - (Representou a Bolívia em Krynica-Zdrój, na Polônia)

Rainha Internacional do Café
- 2016:  Colômbia - Laura Prada (3º. Lugar)
  - (Representou a Colômbia em Manizales, na Colômbia)